# Festival internazionale del film di Roma 2008
La 3ª edizione del Festival internazionale del film di Roma (denominato Cinema. Festa internazionale di Roma nelle due prime edizioni) si è svolta a Roma dal 22 al 31 ottobre 2008.
Il premio Marc'Aurelio d'oro per il miglior film è stato assegnato dal pubblico a Resolution 819 di Giacomo Battiato, dalla giuria di critici a Opium War di Siddiq Barmak.

## Sezioni

### Anteprima - Première

#### Concorso
- Good - L'indifferenza del bene (Good) di Vicente Amorim (Gran Bretagna/Ungheria)
- Parlami di me di Brando De Sica (Italia)
- Un matrimonio all'inglese (Easy Virtue) di Stephan Elliott (Gran Bretagna)
- Pride and Glory - Il prezzo dell'onore (Pride and Glory) di Gavin O'Connor (Stati Uniti d'America)
- L'uomo che ama di Maria Sole Tognazzi (Italia)
- Galantuomini di Edoardo Winspeare (Italia)
- Col cuore in mano (Serce na dloni) di Krzysztof Zanussi (Polonia/Ucraina)

#### Fuori concorso
- La duchessa (The Duchess) di Saul Dibb (Gran Bretagna/Francia/Italia)
- La banda Baader Meinhof (Der Baader Meinhof Komplex) di Uli Edel (Germania)
- Parlez-moi de la pluie di Agnès Jaoui (Francia)
- Si può fare di Giulio Manfredonia (Italia)

#### Anteprima Alice
- Twilight di Catherine Hardwicke (Stati Uniti d'America)

### Cinema 2008

#### Concorso
- A corte do norte di João Botelho (Portogallo)
- Aide toi, le ciel t'aidera di François Dupeyron (Francia)
- Baksy di Guka Omarova (Russia/Francia/Kazakistan/Germania)
- Cliente di Josiane Balasko (Francia)
- L'artista (El artista) di Mariano Cohn e Gastón Duprat (Argentina/Italia)
- Il passato è una terra straniera di Daniele Vicari (Italia)
- Iri di Zhang Lu (Corea del Sud)
- Le Plaisir de chanter di Ilan Duran Cohen (Francia)
- Opium War di Siddiq Barmak (Afghanistan/Giappone/Corea del Sud/Francia)
- Resolution 819 di Giacomo Battiato (Francia/Polonia/Italia)
- Schattenwelt di Connie Walther (Germania)
- Un barrage contre le Pacifique di Rithy Panh (Cambogia/Francia/Belgio)
- Un gioco da ragazze di Matteo Rovere (Italia)

#### Fuori concorso
- 8 di Wim Wenders, Gael García Bernal, Gaspar Noé, Jan Kounen, Mira Nair, Adberrahmane Sissako, Gus Van Sant e Jane Campion (Francia)
- Shen Hai Xun Ren di Tsui Hark (Hong Kong)

### Proiezioni speciali
- All Human Rights for All (Italia)
- Appaloosa di Ed Harris (Stati Uniti d'America)
- Aspettando il sole di Ago Panini (Italia)
- Il sangue dei vinti di Michele Soavi (Italia)
- L'ultimo Pulcinella di Maurizio Scaparro (Italia)
- RocknRolla di Guy Ritchie (Gran Bretagna)
- The Garden of Eden di John Irvin (Gran Bretagna)

### L'altro Cinema - Extra
- $9.99 di Tatia Rosenthal (Israele/Australia)
- Baghead di Jay Duplass e Mark Duplass (Stati Uniti d'America)
- Bob Marley: Exodus '77 di Anthony Wall (Gran Bretagna)
- Effedia - Sulla mia cattiva strada di Teresa Marchesi (Italia)
- El último truco. Emilio Ruiz del Río di Sigfrid Monleón (Spagna)
- Eldorado Chorégraphie di Olivier Assayas (Francia)
- Eldorado Création di Olivier Assayas (Francia)
- Riunione di famiglia (En mand kommer hjem) di Thomas Vinterberg (Danimarca)
- Farbtest.6 di Gerd Conradt (Germania)
- Flow: For Love of Water di Irena Salina (Stati Uniti d'America)
- Giorgio/Giorgia - Storia di una voce di Gianfranco Mingozzi (Italia)
- Gyumri di Jana Sevcikova (Repubblica Ceca)
- Il prossimo tuo di Anne Riitta Ciccone (Italia/Finlandia/Francia)
- JCVD - Nessuna giustizia (JCVD) di Mabrouk El Mechri (Francia/Lussemburgo/Belgio)
- Ore d'estate (L'heure d'été) di Olivier Assayas (Francia)
- L'ora d'amore di Andrea Appetito e Christian Carmosino (Italia)
- Life. Support. Music. di Eric Daniel Metzgar (Stati Uniti d'America)
- Louise-Michel di Benoît Délepine e Gustave Kervern (Francia)
- Man on Wire - Un uomo tra le Torri (Man on Wire) di James Marsh (Gran Bretagna)
- Martyrs di Pascal Laugier (Francia/Canada)
- Mio figlio di Filippo Soldi (Italia)
- Predappio in Luce di Marco Bertozzi (Italia)
- Rembrandt's J'accuse di Peter Greenaway (Paesi Bassi)
- Stolen Art di Simon Backés (Belgio)
- Theater of War di John Walter (Stati Uniti d'America)
- Treni strettamente riservati di Emanuele Scaringi (Italia)
- Tres deseos di Marcelo Trotta e Vivián Imar (Argentina)
- Walt & El Grupo di Theodore Thomas (Stati Uniti d'America)
- Che fine ha fatto Osama Bin Laden? (Where in the World is Osama Bin Laden?) di Morgan Spurlock (Stati Uniti d'America)

### Alice nella città
- El viaje de Teo di Walter Doehner (Messico)
- La siciliana ribelle di Marco Amenta (Italia)
- LOL - Il tempo dell'amore (LOL) di Lisa Azuelos (Francia)
- Magique! di Philippe Muyl (Francia/Belgio)
- Middle of Nowhere di John Stockwell (Stati Uniti d'America)
- Only di Ingrid Veninger e Simon Reynolds (Canada)
- Playing for Charlie di Pene Patrick (Australia)
- Quell'estate di Guendalina Zampagni (Italia)
- Raccolta completa dei lavori di Lele Luzzati restaurati di Emanuele Luzzati (Italia)
- Santa Mesa di Ron Morales (Stati Uniti d'America/Filippine)
- Summer di Kenny Glenaan (Gran Bretagna)
- Tahaan - Il ragazzo con la granata (Tahaan) di Santosh Sivan (India)
- Tummien perhosten koti di Dome Karukoski (Finlandia)

#### Anteprima Alice
- High School Musical 3: Senior Year di Kenny Ortega (Stati Uniti d'America)

#### Fuori concorso
- The Tree of Ghibet di Amedeo D'Adamo e Nevina Satta (Camerun/Stati Uniti d'America/Italia)

#### Omaggio Animazione
- Nino e Toni Pagot
  - Africa addio
  - Concerto in mille punti
  - E gli ombrelli stanno a guardare
  - L'attimo fuggente
  - La ruota
  - La Scelta
  - Leggenda di Natale
  - Musica nuova in cucina
  - Novità al salone dell'auto di Torino
  - Operazione x
  - L'uomo non è un microbo
  - Pubblicità cinematografiche e televisive Pagot
  - Rapsodia
  - San Giorgio
  - Scala d'oro
- Giulio Gianini e Emanuele Luzzati
  - Ali baba
  - Castello di carte
  - I paladini di Francia
  - I tre fratelli
  - Il flauto magico
  - L'augellin bel verde
  - La donna serpente
  - La gazza ladra
  - La palla d'oro
  - La ragazza cigno
  - La tarantella di Pulcinella
  - L'italiana di Algeri
  - Marco Polo
  - Pulcinella
  - Pulcinella e il gioco dell'oca
  - Pulcinella e il pesce magico
  - Storia di Gerusalemme
  - Turandot
  - Uccello di fuoco
- Giulio Gianini e Leo Lionni
  - Cornelius
  - È mio
  - Federico
  - Guizzino
  - Un pesce è un pesce
- Bruno Bozzetto
  - Cavallette
  - I sogni del signor Rossi
  - Una Vita in scatola

### L'Occhio sul Mondo - Focus
Rassegna di 10 film di autori brasiliani, presentati in anteprima europea e internazionale, e una retrospettiva di documentari.
- City of Men (Cidade dos homens) di Paulo Morelli (Brasile)
- Coração Vagabundo di Fernando Grostein Andrade (Brasile)
- Estômago di Marcos Jorge (Brasile)
- Jogo de Cena di Eduardo Coutinho (Brasile)
- Meu nome não é Johnny di Mauro Lima (Brasile)
- Ó Pai, Ó di Monique Gardenberg (Brasile)
- O Signo da Cidade di Carlos Alberto Riccelli (Brasile)
- Os Desafinados di Walter Júnior (Brasile)
- Santiago di João Moreira Salles (Brasile)
- Verônica di Mauricio Farias (Brasile)

#### Retrospettiva
- A casa de Tom - Mundo, Monde, Mondo di Ana Jobim (Brasile, 2007)
- Coisa mais linda: Histórias e casos da Bossa Nova di Paulo Thiago (Brasile, 2005)
- Fabricando Tom Zé di Décio Matos Júnior (Brasile, 2006)
- Futebol (capitolo 1) di João Moreira Salles (Brasile, 1998)
- Futebol (capitolo 2) di João Moreira Salles (Brasile, 1998)
- Futebol (capitolo 3) di João Moreira Salles (Brasile, 1998)
- Maria Bethânia - Pedrinha de Aruanda di Andrucha Waddington (Brasile, 2007)
- Meu tempo é hoje: Paulinho Da Viola di Izabel Jaguaribe (Brasile, 2004)
- Nelson Freire di João Moreira Salles (Brasile, 2003)
- Oscar Niemeyer: A vida è um sopro di Fabiano Maciel (Brasile, 2009)
- Outros (Doces) Bárbaros di Andrucha Waddington (Brasile, 2002)
- Pierre Fatumbi Verger: Mensageiro entre dois mundos di Lula Buarque de Hollanda (Brasile, 2000)
- Raìzes do Brasil - uma cinebiografia de Sérgio Buarque de Holanda di Nelson Pereira dos Santos (Brasile, 2003)
- Vinícius di Miguel Faria Jr. (Brasile/Spagna, 2005)

#### Giornata Mosfil'm
Mercoledì 29 ottobre alla Casa del Cinema di Roma si è tenuta una giornata dedicata alla Mosfil'm.
- Cinque serate (Pât' večerov) di Nikita Michalkov (Unione Sovietica, 1978)
- Il proiezionista (The Inner Circle) di Andrei Konchalovsky (Italia/Unione Sovietica/Stati Uniti d'America, 1991)
- Isčeznuvšaja imperija (La scomparsa dell'impero) di Karen Shakhnazarov (Russia, 2008)
- Quando volano le cicogne (Letjat žuravli) di Mikheil Kalatozishvili (Unione Sovietica, 1957)

## Premi
La consegna dei premi è avvenuta il 31 ottobre 2008.

### Premi principali
Il pubblico del Festival ha assegnato il seguente premio:
- Marc'Aurelio d'oro al miglior film (assegnato dal pubblico): Resolution 819 di Giacomo Battiato (Francia/Polonia/Italia)

La giuria di critici composta da Edoardo Bruno, Michel Ciment, Tahar Ben Jelloun, Emanuel Levy e Roman Gutek, ha assegnato i seguenti tre premi e due menzioni speciali:
- Marc'Aurelio d'oro al miglior film (assegnato da una giuria di critici): Opium War di Siddiq Barmak (Afghanistan/Giappone/Corea del Sud/Francia)
- Marc'Aurelio d'argento alla migliore interprete femminile (assegnato da una giuria di critici): Donatella Finocchiaro per Galantuomini di Edoardo Winspeare (Italia)
- Marc'Aurelio d'argento al miglior interprete maschile (assegnato da una giuria di critici): Bohdan Stupka per Serce na dloni di Krzysztof Zanussi (Polonia/Ucraina)
- Menzioni speciali: A Corte do Norte di João Botelho (Portogallo) e Aide toi, le ciel t'aidera di François Dupeyron (Francia)

#### Premi alla carriera
- Marc'Aurelio d'oro alla carriera: Actor's Studio (ritirato da Al Pacino)
- Marc'Aurelio d'oro alla carriera: Gina Lollobrigida

#### Premi Alice nella città
- Premio Alice nella città al miglior lungometraggio 8-12 anni: Magique! di Philippe Muyl (Francia/Belgio)
- Premio Alice nella città al miglior lungometraggio 14-17 anni: Summer di Kenny Glenaan (Gran Bretagna)

### Premi collaterali
- Premio CULT al miglior documentario presentato nella sezione Altro Cinema: Gyumri di Jana Sevcikova (Repubblica Ceca) («Un'elaborazione poetica di un lutto collettivo. Un racconto che propone con grande dignità e sensibilità la sofferenza di un popolo. La giuria è stata particolarmente colpita dalla capacità di restituire al presente un evento del passato che assume una dimensione epica attraverso la forza emotiva dei personaggi, dei luoghi e della memoria.»)[4]
- Premio ENEL Cuore al miglior documentario sociale presentato nella sezione Altro Cinema: Life. Support. Music. di Eric Daniel Metzgar (Stati Uniti d'America) («Per la brillante e felice ricostruzione di una riabilitazione dopo una grave malattia che coinvolge l'intero gruppo familiare e l'ambiente in cui vive e lavora un musicista di successo e per il linguaggio moderno e sensibile con il quale racconta una storia che sembra frutto di una fantasia irreale e invece è accaduta realmente dimostrando quanto sia importante, per la vita di ogni individuo, l'intreccio di legami e affetti che è, o dovrebbe essere, il sottofondo dell'esistenza di ogni persona.»)[4]
- Premio L.A.R.A. (Libera associazione rappresentanza di artisti) al miglior interprete italiano in tutti i film in concorso: Michele Riondino per Il passato è una terra straniera di Daniele Vicari (Italia) («per la misura interpretativa e la versatilità raffinata con cui è riuscito a costruire, attraverso un personaggio complesso come il suo "Francesco", un ritratto emozionante e degno di verità dei nostri tempi»)[4]
  - Premio L.A.R.A. - Menzione speciale: all'intero cast di Si può fare di Giulio Manfredonia (Italia)
- Premio Farfalla d'Oro Agiscuola: Aide toi, le ciel t'aidera di François Dupeyron (Francia) («Un intreccio di colori, sfondo di una dark-comedy dai brillanti tocchi di surrealismo. Una realtà drammatica velata di humour. Il sorriso e la determinazione della protagonista sono la risposta agli imprevisti della vita. Ma a tutto, c'è una soluzione?»)[4]

## Il bilancio finale
Rispetto all'edizione precedente, c'è stato un ridimensionamento nel numero dei film programmati, delle proiezioni e degli schermi impiegati (615 proiezioni su 24 schermi contro le 670 su 33 del 2007). È diminuito il numero dei visitatori complessivi dei luoghi del Festival (cinquecentoottantamila rispetto a seicentomila), ma sono cresciuti sia gli accreditati (7.558 contro 7.010) che i biglietti emessi (115.000 contro 110.000), confermando il trend positivo della manifestazione.

## Pubblicazioni
- Catalogo 2008 (PDF), Roma, Cinema. Festa internazionale del Film di Roma, 2008.